# Can Calçada
Can Calçada és una masia habilitada com a casa de colònies de Riudarenes (Selva) inclosa a l'Inventari del Patrimoni Arquitectònic de Catalunya.

## Descripció
Casa de dues plantes i vessants a laterals. S'accedeix a la casa a través de diverses entrades, ja que s'hi han afegit cossos annexos i s'ha ampliat l'estructura original, però la façana principal es conserva. La porta és adovellada seguint un arc de mig punt, té el número 3 en una petita placa situada a la dreta de la porta, damunt una dovella. Les finestres de la façana són quadrangulars amb llinda monolítica, tot i que a les parets laterals i posteriors hi ha finestres petites d'arc conopial. Altres finestres del recinte, refetes posteriorment, són envoltades amb rajol vermell fent un arc molt rebaixat. Encara en aquesta façana, a la part esquerra, hi ha un gran arc amb volta de rajol a plec de llibre que dona accés a una sala equipada com a cambra però que antigament corresponia a la cuina. A l'altre costat, a la dreta de la façana hi ha un contrafort de pedra adossat a la paret. A la part posterior de la casa hi ha diverses dependències de treball i d'habitació afegides al segle xix, amb obertures d'arc rebaixat de rajol. També finestres amb pedra monolítica, una de les quals porta la inscripció de 1639. Ha estat ben restaurada, preservant els elements originals i rehabilitada com a casa de colònies.
A l'interior de la casa es manté l'estructura, conservant els elements primordials, l'entrada a la planta baixa, que és el repartidor (antigament separava la cuina de les corts, aquestes són avui convertides en habitatges) i al primer pis a la sala central destaca la biga transversal de forma triangular, i els cairats de fusta. Aquesta sala també fa de distribuïdor cap a les diverses estances que s'hi accedeix a través de portes amb llinda i brancals de pedra.

## Història
La casa de colònies està gestionada per l'empresa TUT.SL. El 1980 es va fer el sostre, el 1984-85 es va adequar la casa com a casa de colònies i amb un contracte de 20 anys que s'acaba el 2005. L'apartament de la part esquerra de la casa, situada al cobert és feta del 1992-1994.